# نيشان العقاب الذهبية

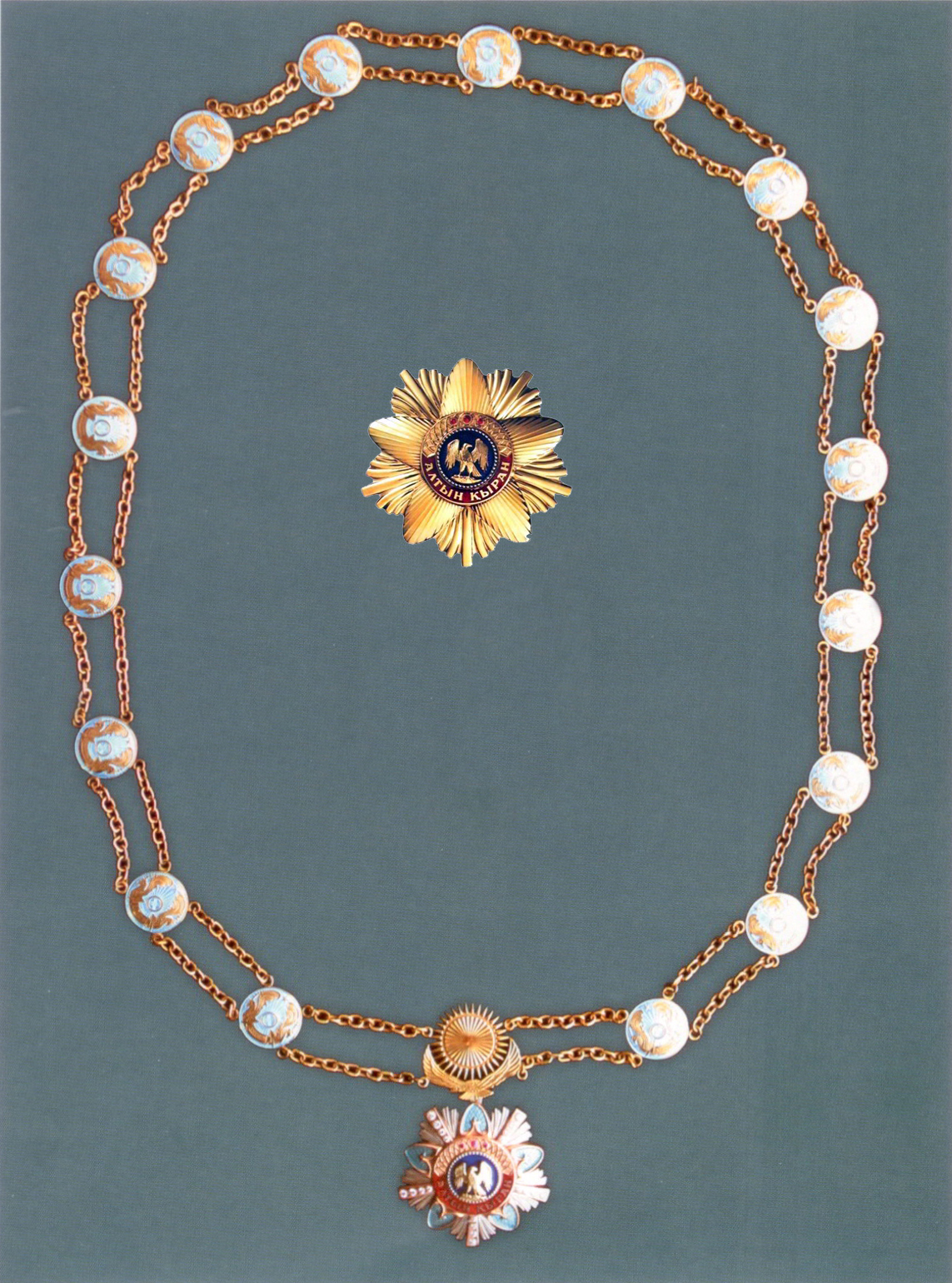
نجمة وياقة النظام

وسام النسر الذهبي أو وسام «ألتين قيران» (كازاخستان: Алтын Қыран ордені، Altyn Qyran ordenı) هو أعلى مرتبة من كازاخستان . تم منح هذا الترتيب من قبل رئيس كازاخستان. تأسس النظام في عام 1995، وهو يعترف بالخدمة المتميزة لكازاخستان. يمكن منح وسام النسر الذهبي للأفراد الذين سبق لهم منحهم أوسمة من كازاخستان أو الاتحاد السوفيتي. يصبح رئيس جمهورية كازاخستان قائدًا خاصًا من رتبة ألتين كيران.

## أبرز المستفيدين
- بوريس يلتسين، رئيس الاتحاد الروسي (1997)
- إسلام كريموف، رئيس أوزبكستان (1997)
- جيانغ تسه مين، الأمين العام للحزب الشيوعي الصيني ورئيس جمهورية الصين الشعبية (1997)
- ليونيد كوتشما، رئيس أوكرانيا (1999)
- إليزابيث الثانية ملكة المملكة المتحدة (2000)
- جيرهارد شرودر، مستشار ألمانيا (2003)
- فلاديمير بوتين، رئيس الاتحاد الروسي (2004)
- حسني مبارك، رئيس مصر (2008)
- أكيهيتو، إمبراطور اليابان (2008)
- خليفة بن زايد آل نهيان، أمير أبو ظبي ورئيس دولة الإمارات العربية المتحدة (2009)
- تاريا هالونين، رئيسة فنلندا (2009)[3]
- لي ميونغ باك، رئيس جمهورية كوريا (2009)
- نيكولا ساركوزي، رئيس فرنسا (2009)
- رجب طيب أردوغان، رئيس وزراء تركيا (2012)
- عبدالله جول، رئيس تركيا (2012)
- خوان كارلوس الأول، ملك إسبانيا (2013)
- قاسم جومارت توكاييف، رئيس كازاخستان (2019)
- سلمان بن عبد العزيز آل سعود ملك المملكة العربية السعودية (2022)[4]